# Carien Kleibeukerová
Carien Kleibeukerová (* 12. března 1978 Rotterdam, Jižní Holandsko) je nizozemská maratónská bruslařka a rychlobruslařka.
Věnuje se především maratónskému bruslení, v závodech v klasickém rychlobruslení debutovala na mezinárodní scéně v závodě Světového poháru na podzim 1999, v téže sezóně skončila čtvrtá na distanci 5000 m na Mistrovství světa na jednotlivých tratích. Po roce 2000 se účastnila především nizozemských šampionátů a domácích závodů, na Zimních olympijských hrách 2006 startovala v závodě na 5 km, kde se umístila desátá. Po dlouhé přestávce v letech 2007–2012 se k rychlobruslení vrátila a kvalifikovala se na zimní olympiádu 2014, kde ve svém jediném startu vybojovala bronzovou medaili na trati 5000 m. Na MS 2016 získala na téže distanci stříbrnou medaili.